# إيناكي دي ميغيل
إيناكي دي ميغيل (بالإسبانية: Iñaki de Miguel)‏ مواليد 24 أكتوبر 1973 في مدريد، هو لاعب كرة سلة إسباني سابق بدأ مسيرته الاحترافية في سنة 1992. مثّل منتخب بلاده. شارك في مسابقة كرة السلة في الألعاب الأولمبية الصيفية. اعتزل اللعب في 2012.

## فرق لعب لها
- سي بي إستوديانتس
- نادي أولمبياكوس لكرة السلة
- بالونكيستو مالقا
- نادي إشبيلية لكرة السلة

## روابط خارجية
- إيناكي دي ميغيل على موقع الاتحاد الدولي لكرة السلة (الإنجليزية)
- إيناكي دي ميغيل على موقع الدوري الأوروبي لكرة السلة (الإنجليزية)
- إيناكي دي ميغيل على موقع الدوري الإسباني لكرة السلة (الإسبانية)
- إيناكي دي ميغيل على موقع كرة السلة الأوروبية.كوم (الإنجليزية)
- إيناكي دي ميغيل على موقع ريلجم (الإنجليزية)
- إيناكي دي ميغيل على موقع بروبوليرز (الإنجليزية)
- إيناكي دي ميغيل على موقع سبورتس رفرنس (الإنجليزية)
- إيناكي دي ميغيل على موقع أوليمبيديا (الإنجليزية)